# Švédské přírodopisné muzeum
Švédské přírodopisné muzeum (švédsky Naturhistoriska riksmuseet) ve Stockholmu, je jedno ze dvou největších přírodopisných muzeí ve Švédsku, druhé sídlí v Göteborgu.
Muzeum bylo založeno v roce 1819 Švédskou akademií věd, exponáty pocházely ze sbírky které získala akademie (od svého založení v roce 1739), většinou jako dar. Tyto sbírky byly zpřístupněny veřejnosti v roce 1786. Muzeum se oddělilo od Švédské akademie věd v roce 1965.
Jedním z prvních kurátorů sbírek akademie byl Anders Sparrman, student C. Linného a účastník plaveb Jamese Cooka. Dalším důležitým jménem v historii muzea byl zoolog, paleontolog a archeolog Sven Nilsson, který dokázal setřídit sbírky zoologie. Kurátorem byl v letech (1828–1831), pak se vrátil jako profesor na Univerzitu v Lundu.
Současné budovy muzea v Frescati na okraji Stockholmu projektoval architekt Axel Anderberg a byly dokončeny v roce 1916. Později byl blízko muzea postaven hlavní kampus Stockholmské univerzity.
Součástí muzea je IMAX kino Cosmonova. Kino je současně největším planetáriem ve Švédsku.

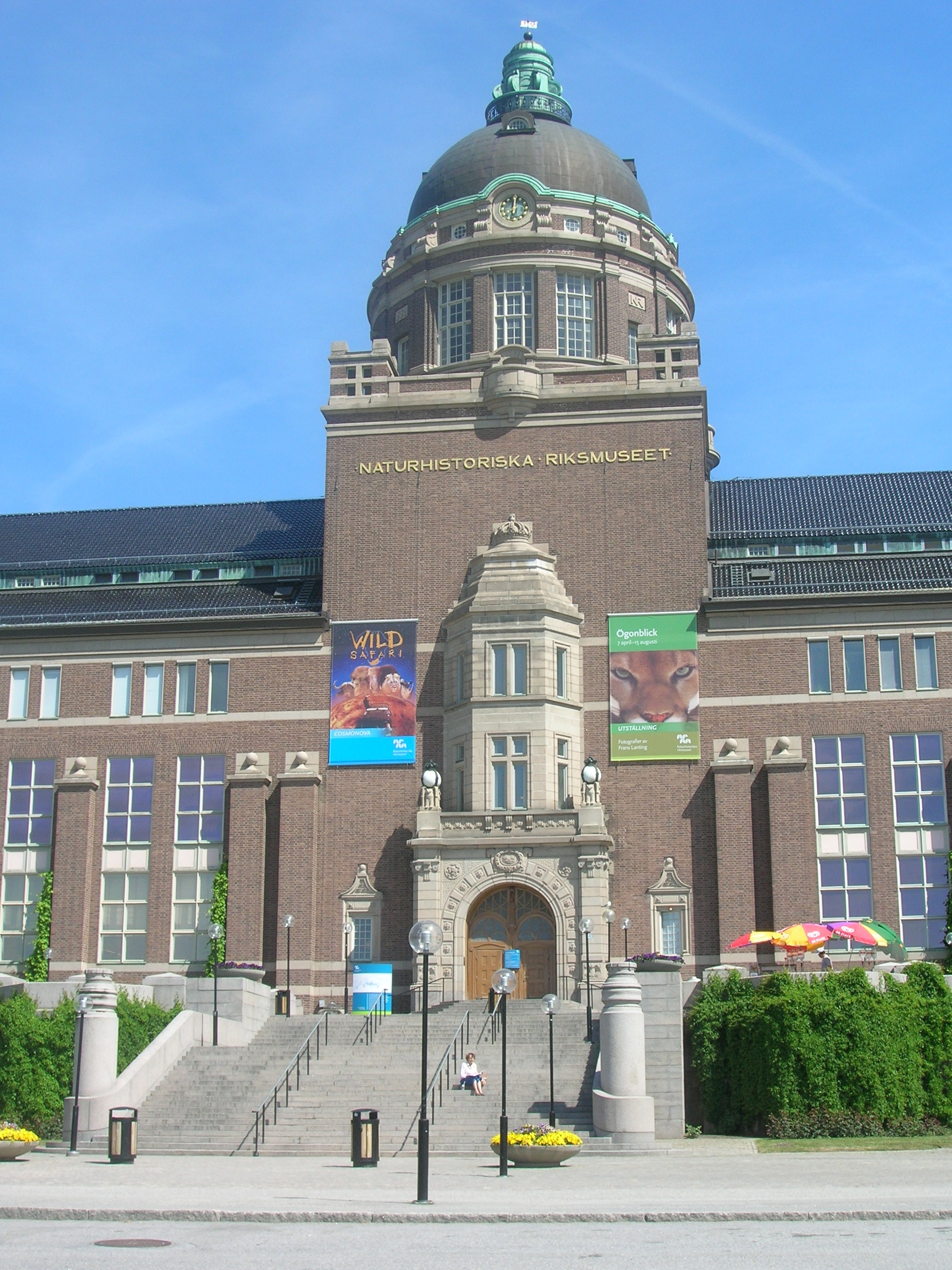
Muzeum, hlavní vchod
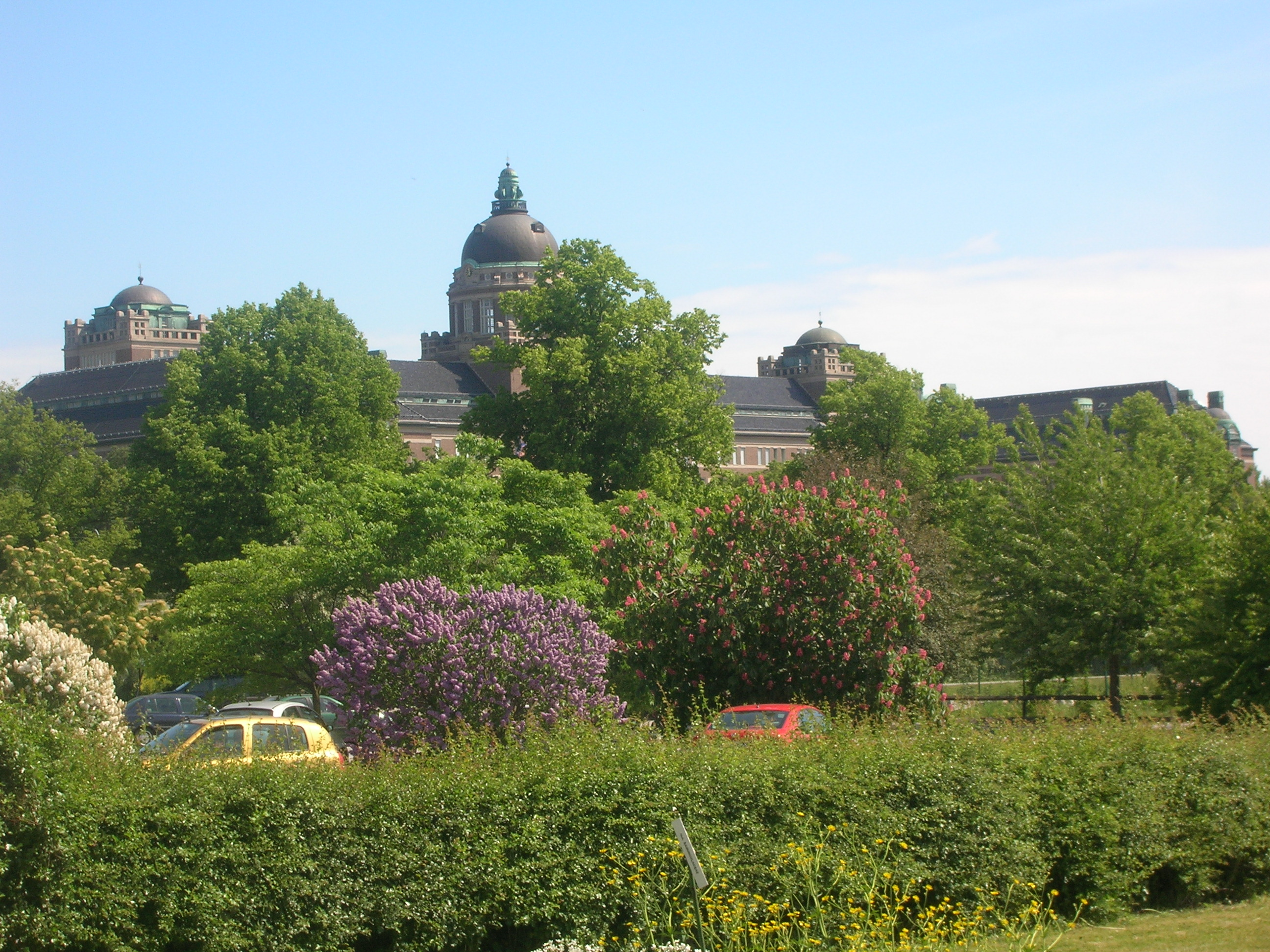
Švédské přírodopisné muzeum, pohled od Bergianska trädgården